# Chioma Ajunwa
Chioma Ajunwa (Ahiara, 25 de dezembro de 1970) é uma ex-atleta nigeriana, primeira campeã olímpica do país e primeira africana a conquistar uma medalha de ouro no atletismo dos Jogos Olímpicos. Ex-jogadora de futebol da seleção feminina da Nigéria e policial por profissão, Ajunwa conquistou a medalha de ouro do salto em distância em Atlanta 1996.

## Carreira
Seu primeiro resultado internacional expressivo foi no Campeonato Africano de Atletismo de 1989, em Lagos, quando venceu o salto em distância com a marca de 6,53m. No ano seguinte, participando dos Jogos da Commonwealth, ficou com a medalha de bronze como integrante do revezamento feminino 4x100 m nigeriano. Em 1991, mostrando sua versatilidade nos esportes, ela ganhou a prova nos Jogos Pan-Africanos de 1991 e jogou pela Nigéria na Copa do Mundo FIFA de Futebol Feminino, em 1991, na China.
Em 1992, ela conseguiu um grande progresso tanto no salto quanto nos 100 metros rasos - onde conseguiu o recorde pessoal de 10s84- que também disputava, até que em 11 de junho sua carreira foi interrompida, suspensa pela IAAF por acusar uso de anabolizantes em teste antidoping numa competição. Por quatro anos ela esteve afastada das pistas. Sua volta, entretanto, aconteceu em triunfo. Menos de dois meses depois de retomar os treinamentos, na primavera de 1996, ela entrou nos Jogos de Atlanta chegando à semifinal dos 100 m e, seis dias depois, ganhou a medalha de ouro no salto em distância, com uma marca de 7,12m, em sua primeira tentativa. No dia seguinte, ainda participou do revezamento 4x100 m nigeriano, que conquistou o quinto lugar na final.
Em 1999 ela ainda conseguiria saltar acima de sete metros, com um 7,01m no Campeonato Mundial de Atletismo de Atenas, em sua primeira tentativa, mas uma contusão neste salto a fez abandonar a competição sem medalhas. Sem participar de grandes competições internacionais nos anos seguintes, abandonou o atletismo na virada da década.